# Regeringsformen
Regeringsformen (RF – „die Regierungsform“) aus dem Jahre 1974 ist eines der vier schwedischen Grundgesetze; vgl. Verfassung von Schweden. Die Regeringsform legt die Grundrechte der Bürger und die politische Organisation fest.

## Inhalt (verkürzt)

### Kapitel 1
Das erste Kapitel legt fest, dass die Staatsgewalt vom Volk ausgeht und repräsentativ durch den Reichstag (riksdag) ausgeübt wird. Hier wird auch festgelegt, dass Regeringsformen, Successionsordningen, Tryckfrihetsförordningen und Yttrandefrihetsgrundlagen Schwedens Grundgesetze sind. Das Kapitel enthält auch ein Diskriminierungsverbot. Hier wird auch das Recht der Samen und anderer ethnischer, sprachlicher und religiöser Minderheiten zur Pflege ihrer Traditionen festgeschrieben und festgelegt, dass Schweden Mitgliedsland der Europäischen Union ist. Es wird auch festgehalten, dass der König oder der durch die Thronfolgeordnung (Successionsordningen) bestimmte Regent Schwedens Staatsoberhaupt (statschef) ist.

### Kapitel 2
Dieses Kapitel legt die Grundrechte fest:
- Meinungsfreiheit
- Freizügigkeit und Grundrecht der körperlichen Unversehrtheit
- Rechtssicherheit und Gleichheit vor dem Gesetz
- Streikrecht
- Unverletzbarkeit des Eigentums und Allemansrätt
- Schutz des geistigen Eigentums
- Schulpflicht und Recht auf kostenlose Schulausbildung
- Voraussetzungen für eventuelle Einschränkungen dieser Grundrechte.

Die Grundrechte gelten prinzipiell auch für Ausländer, §25 ermöglicht jedoch gewisse Einschränkungen für Personen, die nicht schwedische Staatsbürger sind.
Die Meinungsfreiheit ist in Tryckfrihetsförordningen (für gedruckte Schriften) und Yttrandefrihetsgrundlagen (für andere Medien) im Detail geregelt.

### Kapitel 3 und 4
Kapitel 3 regelt die Wahl zum Reichstag und enthält grundlegende Bestimmungen zur Arbeit des Reichstags. Detaillierte Bestimmungen findet man in Kapitel 4 und in der Arbeitsordnung des Reichstags. Die Mandatperiode erstreckt sich von der ersten Sitzung des gewählten Reichstags bis zur ersten Sitzung des neu gewählten Reichstags. Die Wahlen zum Reichstag finden jedes vierte Jahr am zweiten Sonntag im September statt (Letzteres ist im Wahlgesetz festgelegt). Das schwedische Grundgesetz sieht keine Auflösung des Reichstags vor. Die Regierung kann außerordentliche Neuwahlen beschließen; auch in diesem Falle endet das Mandat der Reichstagsabgeordneten erst mit der ersten Sitzung des neuen Reichstags. Der formelle Beschluss einer Neuwahl kann frühestens drei Monate nach der ersten Sitzung eines neu gewählten Reichstags erfolgen.

### Weitere Kapitel
Das 5. Kapitel behandelt die Funktionen des Staatsoberhaupts (statschef, König von Schweden) sowie dessen Vertretung.
Kapitel 6 regelt Wahl und Aufgaben der Regierung. Der Ministerpräsident (statsminister) muss nach einer Reichstagswahl im Amt bestätigt werden. Die Vertrauensabstimmung muss innerhalb von zwei Wochen nach der ersten Sitzung eines neu gewählten Reichstags erfolgen. Nach den Bestimmungen in Regeringsformen ist der Ministerpräsident solange im Amt, bis er durch eine Mehrheit des Reichstages abgewählt wird. Diese Regelung erklärt das in Schweden häufige Phänomen, dass eine Minderheitsregierung problemlos mehrere Mandatperioden überstehen kann – zuletzt die Regierungen unter Ingvar Carlsson und Göran Persson von 1994 bis 2006 – da eine Abwahl des Ministerpräsidenten nur durch ein geschlossenes Stimmverhalten der nicht in der Regierung vertretenen Parteien möglich wäre. Wird der Ministerpräsident abgewählt, muss der Reichstag einen Nachfolger wählen. Der Reichstagspräsident (riksdagens talman) schlägt nach Beratung mit Vertretern aller Parteien einen Kandidaten vor. Dieser gilt als gewählt, wenn weniger als die Hälfte der Abgeordneten gegen den Kandidaten stimmen. Nach vier erfolglosen Wahlversuchen muss eine neue Reichstagswahl erfolgen.
Die obligatorische Vertrauensabstimmung nach einer Reichstagswahl wurde 2011 neu eingeführt, die Regelung kam nach der Reichstagswahl am 14. September 2014 erstmals zur Anwendung.
Das Kapitel enthält auch eine Regelung zum Stellvertreter des Ministerpräsidenten. Dies ist der dienstälteste Minister, sofern der Ministerpräsident nicht einen anderen Minister zum Stellvertreter ernannt hat. Bei zwei Ministern mit gleich langer Dienstzeit entscheidet das Lebensalter. Der Titel vice statsminister kommt in der Verfassung nicht vor und hat keine praktische Bedeutung. Bis 2014 war es jedoch üblich, dass der Stellvertreter diesen Titel erhielt. Stefan Löfven ist von dieser Praxis abgewichen und hat Minister zum vice statsminister ernannt, die nicht seine Stellvertreter waren.

### Änderungen der Grundgesetze
Gemäß Kapitel 8 in Regeringsformen erfordert eine Grundgesetzänderung zwei gleichlautende Reichstagsbeschlüsse, zwischen denen eine Reichstagswahl stattfinden muss. Zudem muss die erste Beschlussunterlage dem Reichstag spätestens neun Monate vor der Reichstagswahl vorgelegt werden. Im Gegensatz zum deutschen Grundgesetz gibt es keine „geschützten“ Artikel. Die allgemeinen Menschenrechte und die demokratische Staatsform können also mit der normalen Prozedur zur Änderung des Grundgesetzes abgeschafft werden.

### Übertragung von Beschlussrechten an die Europäische Union
Der Reichstag kann gemäß Kapitel 9 in Regeringsformen das Beschlussrecht in Fragen, die die Innenpolitik betreffen, auf Organe der Europäischen Union übertragen. Davon ausgeschlossen sind Regeln, die das politische System Schwedens betreffen. Für eine solche Übertragung von Beschlussrechten sind zwei Prozeduren vorgesehen. Der Reichstag kann mit mindestens drei Vierteln der abgegebenen Stimmen und mindestens der Hälfte der Stimmen aller Abgeordneten die Übertragung beschließen. Alternativ kann der gleiche Beschlussgang wie bei einer Grundgesetzänderung gewählt werden.

### Verbot der Beeinflussung von Verwaltungsbehörden
Gemäß Kapitel 12 in Regeringsformen ist es dem Reichstag und allen Behörden (damit auch der Regierung und den einzelnen Ministern) ausdrücklich verboten, auf Entscheidungen von Verwaltungsbehörden in Einzelfällen Einfluss auszuüben (ministerstyre). Die Minister haben folglich keine Weisungsbefugnis und keine Befugnis, Entscheidungen untergeordneter Behörden zu ändern.